# Sunny Choi
Grace Sun «Sunny» Choi (Cookeville, 10 de noviembre de 1988) es una breakdancer estadounidense que competirá en la competencia inaugural de break dance en los Juegos Olímpicos de París 2024. Anteriormente actuó como gimnasta juvenil y directora en Estée Lauder antes de dejarlo para dedicarse al breaking a tiempo completo. Choi participó en los Juegos Mundiales de 2022 en la competencia de baile deportivo, donde ganó la medalla de plata en el evento B-Girls. En 2023, ganó la primera medalla de oro en break dance jamás entregada en los Juegos Panamericanos. Gracias a ello, se convirtió en la primera mujer estadounidense en clasificarse para el breaking olímpico.

## Primeros años y educación
Grace Sun «Sunny» Choi nació el 10 de noviembre de 1988 en Cookeville (Tennessee), como la tercera de cuatro hijos. Sus padres, Jung-In y Kyung-Ju Choi, emigraron de Daegu, Corea del Sur, para realizar estudios de doctorado en la Universidad de Tennessee, y Jung-In pasó a enseñar estadística en Tennessee Tech en el momento del nacimiento de Sunny. Su apodo, «Sunny», ha sido utilizado por su familia desde su nacimiento; también utiliza Sunny como su nombre artístico cuando baila para representar su cálida personalidad. A la edad de siete años, su familia se mudó a Louisville; Choi afirmó que sus experiencias con el racismo y la alienación en sus escuelas primarias blancas la llevaron a desarrollar un complejo de inferioridad que la afectó hasta su edad adulta.
Choi mostró interés por la gimnasia a temprana edad, lo que se despertó al ver la competencia general femenina de los Juegos Olímpicos de 1992 cuando tenía tres años. Su hermano mayor, Jin, dijo que ella «hacía volteretas en pañales»; incluso consideró intentar competir en los Juegos Olímpicos cuando tenía 12 años, pero su familia decidió no hacerlo. Sin embargo, una lesión de rodilla junto con las altas expectativas de ella misma y de su familia afectaron su desempeño y provocaron períodos de depresión. A veces tenía ideación suicida y alucinaciones inducidas por la fatiga. Durante este período, Choi conoció el break dance (breaking) en 2007 gracias a su hermano menor, que también practica break dance, y más tarde señaló que ella «pensó que era genial, pero lo desestimó, porque ¿quién piensa que algo que le muestra su hermano menor es genial?».
Choi decidió estudiar negocios en la Wharton School de la Universidad de Pensilvania. Aunque se unió al equipo de gimnasia, tuvo que retirarse debido a otras lesiones. Choi empezó a bailar después de caminar a casa una noche y notar que otros estudiantes bailaban en el campus. Se unió al club de breakdance de la escuela, donde encontró comunidad y adrenalina, así como nuevas formas de aplicar sus habilidades gimnásticas.
Durante su etapa universitaria, Choi continuó con el break dance a pesar de sus sentimientos iniciales de no encajar debido a su identidad asiático-estadounidense y su falta previa de interés en el hip-hop, con la excepción de una «fase musical adolescente en miniatura de Dirty South». Se adentró más profundamente en la cultura break dance de Filadelfia y su madre casi la sacó de la universidad debido a sus crecientes ausencias. Finalmente, decidió permanecer en su programa y se graduó en 2011.

## Carrera
En 2012, Choi se mudó a Queens, Nueva York, donde vive actualmente. Choi comenzó a competir en eventos internacionales de breaking en 2014 y ganó la plata en los Juegos Urbanos Mundiales de 2019. Sin embargo, Choi asumió roles de marketing y gestión de proyectos para su seguridad financiera a pesar de su falta de satisfacción con los entornos corporativos, considerando el break dance como un pasatiempo y finalmente se unió a Estée Lauder en 2021 como directora de operaciones creativas globales. Aunque los Juegos Olímpicos anunciaron que añadirían el breaking a su repertorio de deportes ese año, Choi inicialmente pensó que no podría equilibrar su carrera corporativa con las necesidades de la competencia. En la competencia de baile deportivo en los Juegos Mundiales de 2022, Choi ganó la medalla de plata en el evento B-Girls. En enero de 2023, seis meses después de su victoria, dejó Estée Lauder para centrarse en su carrera y porque su trabajo corporativo de alta presión contribuía a sus continuos ciclos de depresión. En los Juegos Panamericanos de 2023, Choi ganó la medalla de oro en breaking, la primera que se otorgaba, y así se clasificó para la recién introducida competencia de breaking en los Juegos Olímpicos de París 2024, convirtiéndose en la primera mujer estadounidense en lograrlo. Ella ha citado la salud mental y el cuidado personal como un enfoque central de su preparación, lo que le permite abordar sus inseguridades y mantenerse en contacto con sus emociones, lo que atribuye a la mejora y personalización de su baile.